# Henryk Gruber
Henryk Gruber (ur. 13 lutego 1892 w Sokalu, zm. 20 stycznia 1973 w Buenos Aires) – polski urzędnik państwowy, bankowiec i finansista, doktor prawa, prezes Pocztowej Kasy Oszczędności, organizator i prezes Banku Polska Kasa Opieki SA, oficer Legionów Polskich i kapitan Wojska Polskiego, członek władz Towarzystwa Rozwoju Ziem Wschodnich, kawaler Orderu Virtuti Militari.

## Życiorys

### Młodość
Urodził się w żydowskiej rodzinie Jakuba, urzędnika w kancelarii adwokackiej, i Antoniny z Landesów. Po ukończeniu szkoły powszechnej uczęszczał do gimnazjów we Lwowie, których jednak nie ukończył (maturę zdał eksternistycznie w 1916 w C. K. Gimnazjum w Żółkwi). Chcąc usamodzielnić się życiowo porzucił naukę i podjął pracę początkowo jako pisarz w kancelarii adwokackiej, później w działających we Lwowie filiach angielskich i austriackich towarzystw ubezpieczeniowych.
W 1913 wyjechał do Wiednia, gdzie zatrudnił się w Der ANKER. Gesellschaft für Lebens- und Rentenversicherung – jednym 
z największych towarzystw ubezpieczeniowych Austro-Węgier, pracował najpierw w biurze matematycznym, później w biurze emisji polis. W Wiedniu uczęszczał do Akademii Eksportowej (niem. Exportakademie) na kursy zawodowe prowadzone przez austriackich ekspertów w dziedzinie ubezpieczeń (w tym prof. Ernsta Blaschke i dr. Wilhelma Berlinera).
Bezpośrednio po wybuchu I wojny światowej ochotniczo wstąpił do Legionów, był żołnierzem w kompanii Andrzeja Galicy, następnie dowódcą plutonu w 1 pułku piechoty, następnie w 4 pułku piechoty (ranny w bitwie pod Jastkowem), wreszcie w 6 pułku piechoty. Uczestnik bitwy pod Kostiuchnówką. 1 kwietnia 1916 roku został awansowany do stopnia chorążego. W 1916 uzyskał eksternistycznie maturę, zapisał się na studia na Wydziale Prawa Uniwersytetu Lwowskiego, na przełomie 1918/1919 roku przeniósł się na Wydział Prawa Uniwersytetu Jagiellońskiego. Po kryzysie przysięgowym 1917 wstąpił do służby państwowej Królestwa Polskiego. Pracował w kierowanym przez Jana Steckiego Ministerstwie Spraw Wewnętrznych, początkowo nad przygotowaniem ram prawnych państwowego nadzoru nad sektorem ubezpieczeniowym, następnie – po traktacie brzeskim – w Wydziale Emigracyjnym ministerstwa, zajmując się repatriacją Polaków z Rosji i Ukrainy. 10 listopada 1918 w trakcie rozbrajania armii niemieckiej w Warszawie przejął w mundurze legionowym z rąk niemieckich Zamek Królewski i gmach Poczty Głównej.

### Działalność w II Rzeczypospolitej
W rządzie Jędrzeja Moraczewskiego powołany przez ministra spraw wewnętrznych Stanisława Thugutta na stanowisko kierownika Wydziału Ubezpieczeń MSW. Wobec ofensywy Armii Czerwonej na Polskę w czasie wojny polsko-bolszewickiej 10 lipca 1920 zgłosił się do macierzystego 6 pp Legionów i otrzymał rozkaz wyjazdu do kadry pułku w Płocku. Uczestniczył w walkach z III Kawkorem Gaj chana, w bitwie o Płock, a później w bitwie nad Niemnem w składzie 1 Dywizji Piechoty Legionów. Służbę wojskową zakończył w stopniu kapitana. Odznaczony Orderem Virtuti Militari i trzykrotnie Krzyżem Walecznych.
28 października 1922 roku Naczelnik Państwa mianował go dyrektorem Urzędu Nadzoru nad Zakładami Ubezpieczeń w Ministerstwie Skarbu w IV stopniu służbowym.
Po wojnie jako szef Państwowego Urzędu Kontroli Ubezpieczeń w latach 1923–1929 brał udział jako pełnomocnik Rzeczypospolitej w tzw. Arbitrażu Górnośląskim (Trybunał Calondera), który dotyczył praw nabytych niemieckich towarzystw ubezpieczeniowych. Autor ustawy o przymusowym ubezpieczeniu od ognia (1919). W 1923 ukończył studia prawnicze i obronił doktorat na Wydziale Prawa Uniwersytetu Jagiellońskiego. Jako szef PUKU przygotował projekt rozporządzenia Prezydenta RP z 26 stycznia 1928 roku o kontroli ubezpieczeń, określającego zasady koncesjonowania i nadzoru rządowego nad działalnością towarzystw ubezpieczeniowych w Polsce.
Od 1 kwietnia 1928 był prezesem Pocztowej Kasy Oszczędności. Autor sloganu reklamowego PKO: Pewność i Zaufanie. Stworzył z PKO największą instytucję finansową w dwudziestoleciu międzywojennym i równocześnie jedną z najbardziej rozpoznawalnych polskich marek. Pełniąc funkcję prezesa PKO, w 1929 r. objął dodatkowo stanowisko prezesa Rady Nadzorczej nowo utworzonego banku, Polskiej Kasy Opieki S.A., którego usługi kierowane były do polskich emigrantów. Bank został założony 17 marca 1929 roku na podstawie decyzji Ministerstwa Skarbu, 29 października 1929 wpisany do rejestru handlowego. Akcjonariuszami spółki były trzy państwowe instytucje finansowe: Pocztowa Kasa Oszczędności, Bank Gospodarstwa Krajowego i Państwowy Bank Rolny. Bank utworzył filie w Paryżu, Nowym Jorku, Tel Awiwie i Buenos Aires. Urząd dyrektora PKO pełnił do 1939.

### Losy po 1939
Po agresji III Rzeszy i ZSRR w 1939 na uchodźstwie. Przez Rumunię wyjechał do Francji, a po klęsce Francji do Argentyny, gdzie objął funkcję prezesa filii banku Polska Kasa Opieki SA – Banco Polaco. Skonfliktowany z rządem RP na uchodźstwie na tle kontroli nad bankiem i własności akcji banku, zrezygnował w początku 1942 ze stanowiska prezesa Polskiej Kasy Opieki S.A. oraz jego argentyńskiej filii – Banco Polaco. Po wojnie pracował w branży ubezpieczeniowej, był m.in. szefem argentyńskiej filii American International Underwriters.
Przeszedł na emeryturę w 1965 r.
Był żonaty z Marią Harczyk. Ze związku tego w 1922 urodziła się córka Anna, a w 1924 syn Jan.

## Ordery i odznaczenia
- Krzyż Srebrny Orderu Wojskowego Virtuti Militari nr 6334 – 17 maja 1922[7][5][8]
- Krzyż Komandorski z Gwiazdą Orderu Odrodzenia Polski – 11 listopada 1937 „za wybitne zasługi na polu pracy w bankowości”[9]
- Krzyż Komandorski Orderu Odrodzenia Polski – 7 listopada 1925 „za zasługi na polu organizacji kontroli nad zakładami ubezpieczeń”[10][5]
- Krzyż Niepodległości 22 grudnia 1931 „za pracę w dziele odzyskania niepodległości”[11]
- Krzyż Oficerski Orderu Odrodzenia Polski – 27 grudnia 1924 „za zasługi, położone dla Rzeczypospolitej Polskiej w dziedzinie organizacji kontroli nad zakładami ubezpieczeń”[12][13]
- Krzyż Walecznych trzykrotnie[5]
- Złoty Krzyż Zasługi – 9 listopada 1931 „za zasługi na polu popularyzacji idei oszczędności”[14]
- Srebrny Medal Waleczności II klasy (Austro-Węgry, 1916)[15]